# 片瀨江之島車站
片瀨江之島車站（日语：／ Katase-enoshima eki */?）是位於神奈川縣藤澤市片瀨海岸二丁目，屬於小田急電鐵江之島線的鐵路車站。江之島線的終點站。車站編號是OE 16。本站是是江之島地區3間公司的路線當中唯一設有往東京方向（新宿站）的直通列車的車站，站體以其龍宮造型聞名。片瀨江之島車站在1999年時入選關東車站百選名單之列。

## 年表
- 1929年（昭和4年）4月1日 - 開業。為「直通」班次停靠站。
- 1945年（昭和20年）6月 - 廢止「直通」班次，各站停車延伸至全線，本站為其停靠站。
- 1946年（昭和21年）10月1日 - 新增準急班次。
- 1955年（昭和30年）3月25日 - 新增通勤急行班次。
- 1957年（昭和32年） - 夏季運送海灘遊客的臨時列車「快速急行」開始運行。
- 1959年（昭和34年）4月 - 新增急行班次。
- 1999年（平成11年）10月14日 - 入選關東車站百選
- 2002年（平成14年）3月23日 - 新增湘南急行班次。
- 2004年（平成16年）12月11日 - 湘南急行更名為快速急行。
- 2008年（平成20年）2月 - 列車資訊顯示器改為全彩LED式。
- 2018年（平成30年）
  - 1月31日 - 車站改建，站內商店閉店。
  - 2月 - 月台前端車輛未停靠的區域增設柵欄。
  - 3月17日 - 改點，廢除六輛編組急行班次，廢除片瀨江之島站發車的急行班次。除了平日早晨5:30分發車的快速急行往新宿班次，本站僅停靠各站停車、特急。

## 車站
由於本站為江之島線的終點站，因此其整體構造為採用港灣式月台設有2座月台、3條線路的地面車站，其中1號線位於最北側。由於站內自入口開始一路至剪票口、月台之間皆無高低差，故無階梯、電梯、電扶梯等立體設施的設置。廁所位於閘機內左側。
站內設有可使用PASMO、Suica等智慧電子票卡的驗票設備，供乘客自助進出車站，全站僅有東南側一處驗票閘門。但在海水浴場季節與藤澤江之島煙火大會舉行期間，會設置有站員駐守的臨時驗票口以因應突增的人潮。
2008年2月，站內的列車資訊顯示器改為全彩LED式。之後在2014年7月，站名牌也改為LED照明款。

### 月台配置
| 月台 | 路線                      | 目的地                               | 備註                       |
| ---- | ------------------------- | ------------------------------------ | -------------------------- |
| 1    | 江之島線                  | 往藤澤、相模大野、新宿、千代田線方向 | 此月台只限10輛編組列車停靠 |
| 2    | 江之島線                  | 往藤澤、相模大野、新宿、千代田線方向 | 軌道與3號月台共用          |
| 3    | （2號月台列車的下車月台） | （2號月台列車的下車月台）            | （2號月台列車的下車月台）  |
| 4    | 江之島線                  | 往藤澤、相模大野、新宿、千代田線方向 |                            |

離峰時段，列車抵達2號月台時，不開放下車專用月台側的3號月台車門，僅開放2號月台車門。
全部月台在夜間皆停放6輛編組列車。

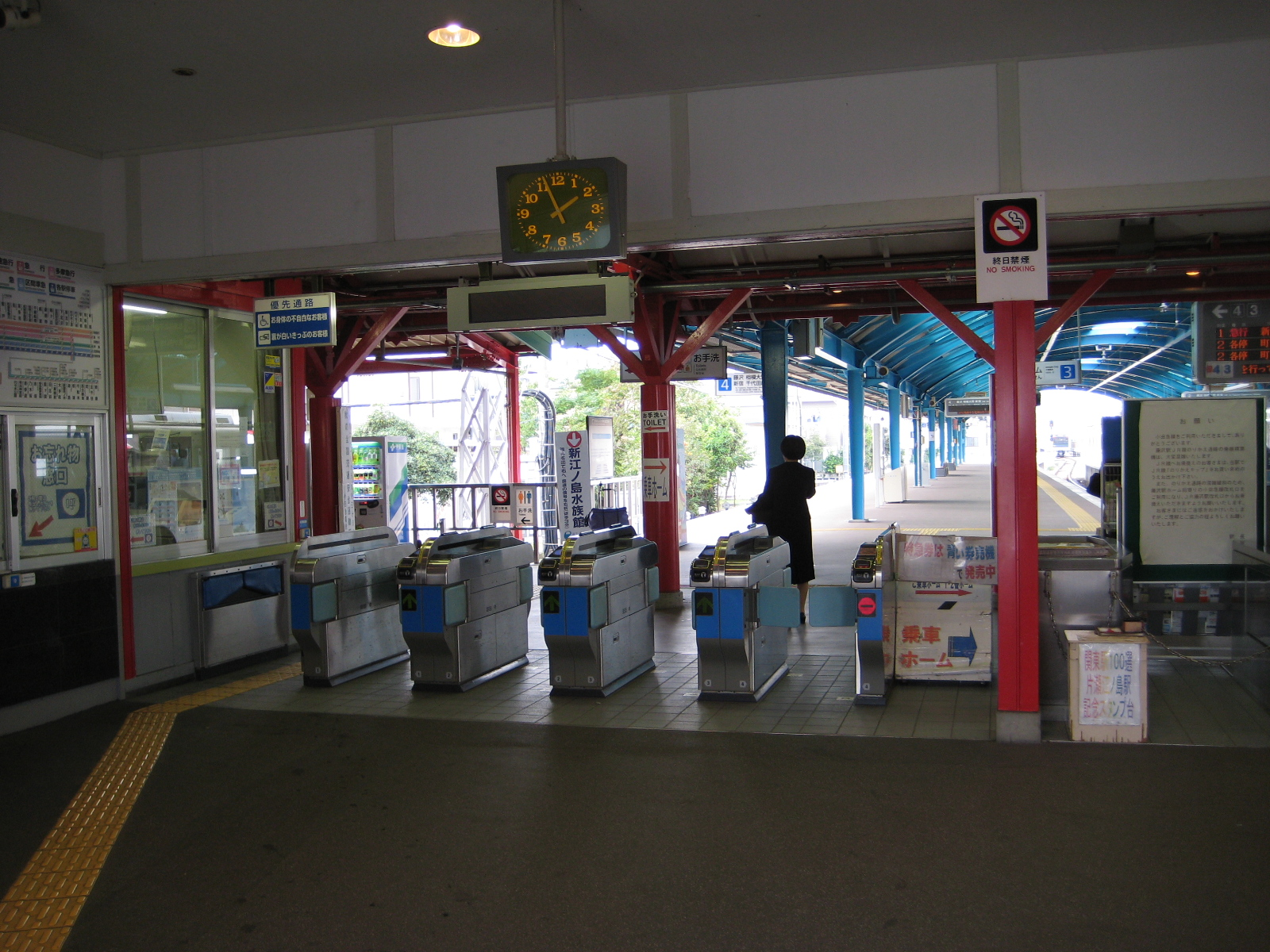
驗票口（2007年9月）
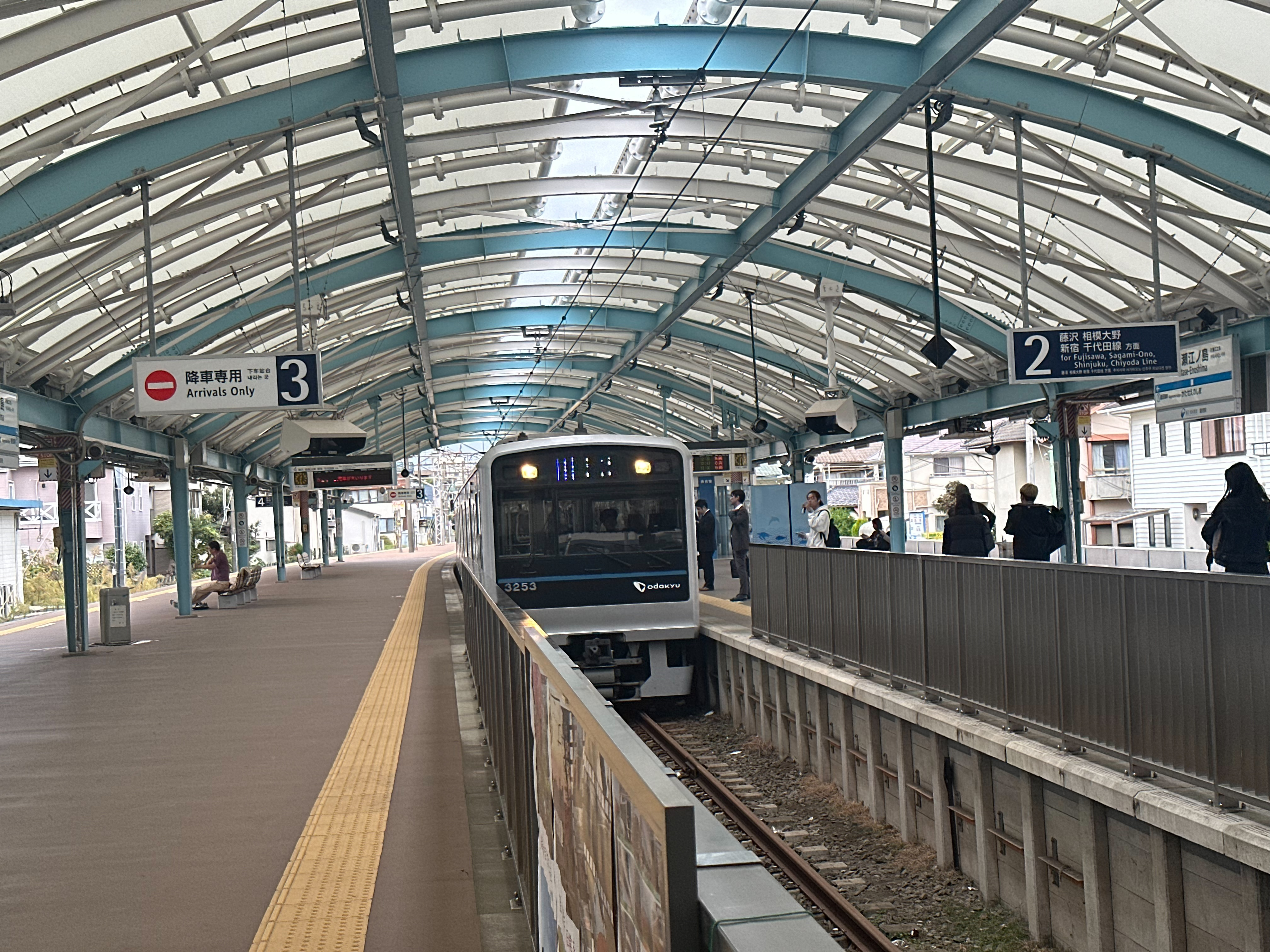
月台（2023年10月）

## 使用情況
2016年度1日平均上下車人次為21,440人，在江之島線內排名倒數第四。
每年夏末8月底的藤澤納涼煙火（納涼花火）或固定在10月第3個周六舉行的藤澤江之島煙火大會期間人潮眾多，因此小田急江之島線在活動當日會利用延長固定班次列車的營運時間與增發班次提升人潮的消化能力。
近年上下車人次、上車人次變化如下表。
| 年度               | 1日平均 上下車人次 | 增長率 | 順位       | 1日平均 上車人次 | 來源     |
| ------------------ | ------------------ | ------ | ---------- | ---------------- | -------- |
| 1995年（平成07年） |                    |        |            | 8,773            | [ * 1 ]  |
| 1998年（平成10年） |                    |        |            | 7,601            | [ * 2 ]  |
| 1999年（平成11年） |                    |        |            | 7,595            | [ * 3 ]  |
| 2000年（平成12年） |                    |        |            | 7,573            | [ * 3 ]  |
| 2001年（平成13年） |                    |        |            | 7,678            | [ * 4 ]  |
| 2002年（平成14年） | 14,002             |        |            | 7,622            | [ * 5 ]  |
| 2003年（平成15年） | 14,234             | 1.7%   | 58位／69站 | 7,788            | [ * 6 ]  |
| 2004年（平成16年） | 16,866             | 18.5%  | 55位／70站 | 9,095            | [ * 7 ]  |
| 2005年（平成17年） | 17,024             | 0.9%   | 55位／70站 | 8,982            | [ * 8 ]  |
| 2006年（平成18年） | 17,059             | 0.2%   | 55位／70站 | 9,031            | [ * 9 ]  |
| 2007年（平成19年） | 17,873             | 4.8%   | 55位／70站 | 9,345            | [ * 10 ] |
| 2008年（平成20年） | 18,066             | 1.1%   | 55位／70站 | 9,467            | [ * 11 ] |
| 2009年（平成21年） | 18,239             | 1.0%   | 55位／70站 | 9,517            | [ * 12 ] |
| 2010年（平成22年） | 18,391             | 0.8%   | 55位／70站 | 9,557            | [ * 13 ] |
| 2011年（平成23年） | 17,260             | -6.1%  | 55位／70站 | 8,939            | [ * 14 ] |
| 2012年（平成24年） | 18,808             | 9.0%   | 55位／70站 | 9,760            | [ * 15 ] |
| 2013年（平成25年） | 19,501             | 3.7%   | 55位／70站 | 10,115           | [ * 16 ] |
| 2014年（平成26年） | 19,979             | 2.5%   | 53位／70站 | 10,457           | [ * 17 ] |
| 2015年（平成27年） | 20,692             | 3.6%   | 53位／70站 |                  |          |
| 2016年（平成28年） | 21,440             | 3.6%   | 49位／70站 |                  |          |

## 車站周邊
本站是所有冠上「江之島」之名的車站中（片瀨江之島站、江之島站、湘南江之島站）最靠近江之島的車站。另外，本站與江之島電鐵（江之電）與湘南單軌電車車站有段距離，不適合單純轉乘。
- 江之島站（江之島電鐵線）
- 湘南江之島站（湘南單軌電車江之島線） - 步行15分
- 片瀨海岸西濱海水浴場
- 片瀨海岸東濱海水浴場
- 新江之島水族館（日语：新江ノ島水族館）
  - 渚之體驗學習館（なぎさの体験学習館）
- 縣立湘南海岸公園（日语：湘南海岸公園 (藤沢市)）
- 麥當勞片瀨江之島站前店
- Sankus片瀨江之島站前店
- 江之島保齡球中心
- 片瀨漁港（日语：片瀬漁港）

### 巴士路線

#### 江之島水族館前
- 江之電巴士（日语：江ノ電バス）
  - 往藤澤站（經江之島站前、新屋敷） ※平日2班
  - 往辻堂站 ※平日2班

#### 江之島海岸
- 江之電巴士
  - 往藤澤站（經新屋敷）
  - 往大船站（經腰越站、津村、手廣）
  - 往辻堂站 ※平日2班
  - 往江之島
  - 往湘南港棧橋（經江之島）※平日3班
- 京濱急行巴士
  - <船6> 往江之島／往大船站（經片瀨山入口、津村、鎌倉山）
  - <鎌6> 往江之島／往鎌倉站（同上）

## 站房
龍宮城造型的站房在當初僅是臨時站房。開業當時，東海土地電氣株式會社（1922年（大正11年）12月22日公布執照）預定建設大船～江之島～茅崎路線，該路線通車後將撤除此站房。
但由於東海土地電氣無法取得路線建設預算，執照即將失效。因此，投入高額費用的站房建築成為實質的主站房。
之後，東海土地電氣執照在1930年（昭和5年）1月失效，站房也登記為正式站房。東海土地電氣在1926年（大正15年）7月將業務移轉給新公司「江之島電氣鐵道」（後更名為江之島電鐵）後解散，接著江之島電氣鐵道在1928年（昭和3年）7月收購當時東京電燈經營的軌道線，為現在的江之島電鐵線。
正面玄關的站名標示也使用與龍宮城入口相對應的特殊造型。

## 站名由來
作為觀光地江之島的玄關站，由於江之島電鐵已有「江之島站」，且鄰近片瀨海岸，因而命名為「片瀨江之島」。另外，江之電是在小田急線開通前1個月將「片瀨」站改名為「江之島」站。

## 相鄰車站
小田急電鐵
 江之島線
- □特急Romance Car「江之島」「Homeway」起終點站

■快速急行（週六日）、■急行（僅上行班次停靠）
藤澤（OE 13）－片瀨江之島（OE 16）
■各站停車
鵠沼海岸（OE 15）－片瀨江之島（OE 16）

## 外部連結
- 片瀨江之島 - 小田急電鐵